# Бор (Колчановское сельское поселение)
Бор — деревня в Колчановском сельском поселении Волховского района Ленинградской области.

## История
Деревня Бор упоминается на карте Санкт-Петербургской губернии А. М. Вильбрехта 1792 года.
На карте Санкт-Петербургской губернии Ф. Ф. Шуберта 1834 года также обозначена деревня Бор.

БОР — деревня принадлежит титулярной советнице Петровой, число жителей по ревизии: 7 м. п., 13 ж. п. (1838 год)

Деревня Бор отмечена на карте Ф. Ф. Шуберта 1844 года.

БОР — деревня титулярной советницы Тоузановой, по просёлочной дороге, число дворов — 2, число душ — 2 м. п. (1856 год)

БОР — деревня владельческая при реке Лынне, число дворов — 3, число жителей: 8 м. п., 9 ж. п. (1862 год)

В 1864—1865 годах временнообязанные крестьяне деревни выкупили свои земельные наделы у М. Е. Таузакова и стали собственниками земли.

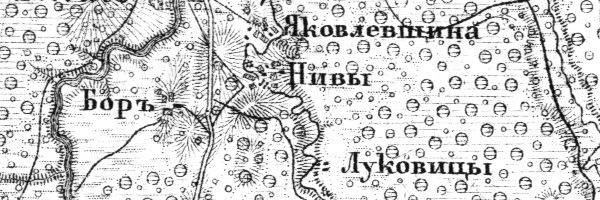
Деревня Бор на карте Ф. Ф. Шуберта 1872 года

В конце XIX — начале XX века деревня административно относилась к Хамонтовской волости 2-го стана Новоладожского уезда Санкт-Петербургской губернии.
По данным «Памятной книжки Санкт-Петербургской губернии» за 1905 год деревня Бор входила в Ежовское сельское общество.
Согласно военно-топографической карте Петроградской и Новгородской губерний издания 1915 года деревня называлась Бор.
С 1917 по 1920 год деревня Худой Бор входила в состав Нивского сельсовета Колчановской волости Новоладожского уезда.
С 1921 года в составе Ежевского сельсовета Колчановской волости Волховского уезда.
С января 1927 года деревня Худой Бор учитывается областными административными данными как деревня Бор. С августа 1927 года в составе Волховского района.
По данным 1933 года деревня называлась Худой Бор и входила в состав Ежовского сельсовета Волховского района.
В 1939 году население деревни Бор составляло 67 человек.
С 1946 года в составе Новоладожского района.
С 1954 года в составе Волховского района.
В 1958 году население деревни Бор Ежевского сельсовета составляло 29 человек.
По данным 1966, 1973 и 1990 годов деревня Бор входила в состав Колчановского сельсовета.
В 1997 году в деревне Бор Колчановской волости проживали 2 человека, в 2002 году — постоянного населения не было.
В 2007 и 2010 годах в деревне Бор Колчановского СП также не было постоянного населения.

## География
Деревня расположена в центральной части района на автодороге 41К-062 (Куколь — Бор).
Расстояние до административного центра поселения — 18 км.
Расстояние до ближайшей железнодорожной платформы Георгиевская — 6,5 км.
Деревня находится на правом берегу реки Лынна.

## Демография
| 1838 | 1862 | 1997 | 2002 | 2007 | 2010 | 2013 |
| ---- | ---- | ---- | ---- | ---- | ---- | ---- |
| 20   | ↘17  | ↘2   | ↘0   | →0   | →0   | ↗2   |
| 2017 |      |      |      |      |      |      |
| ↗3   |      |      |      |      |      |      |

### Национальный состав
По данным Всероссийской переписи населения 2021 года в деревне проживали 4 человека, все русские.